# Советско-германские соглашения (1939—1941)
Советско-германские договоры и соглашения 1939—1941 годов, и их дополнения:

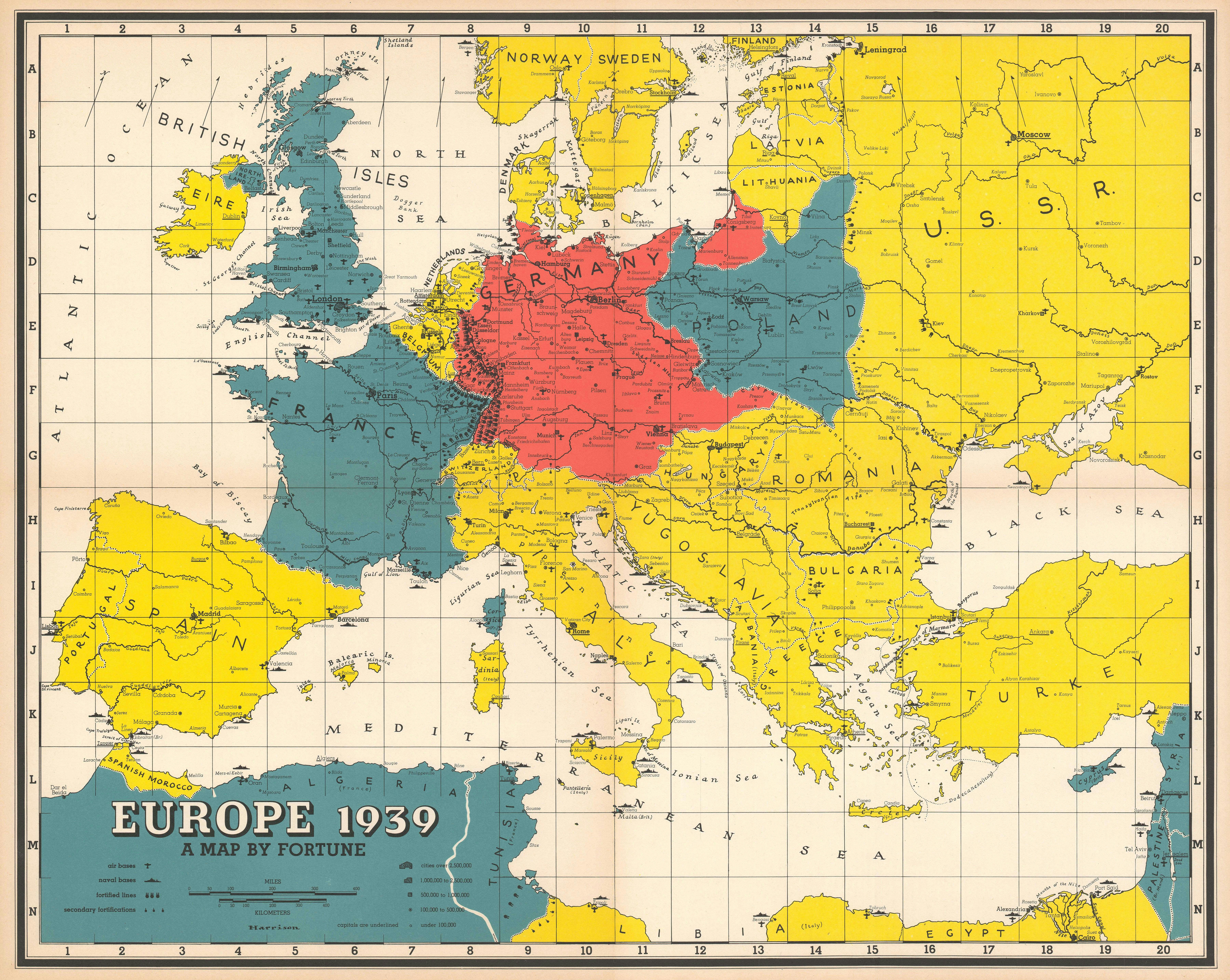
Карта стран Европы в 1939 году

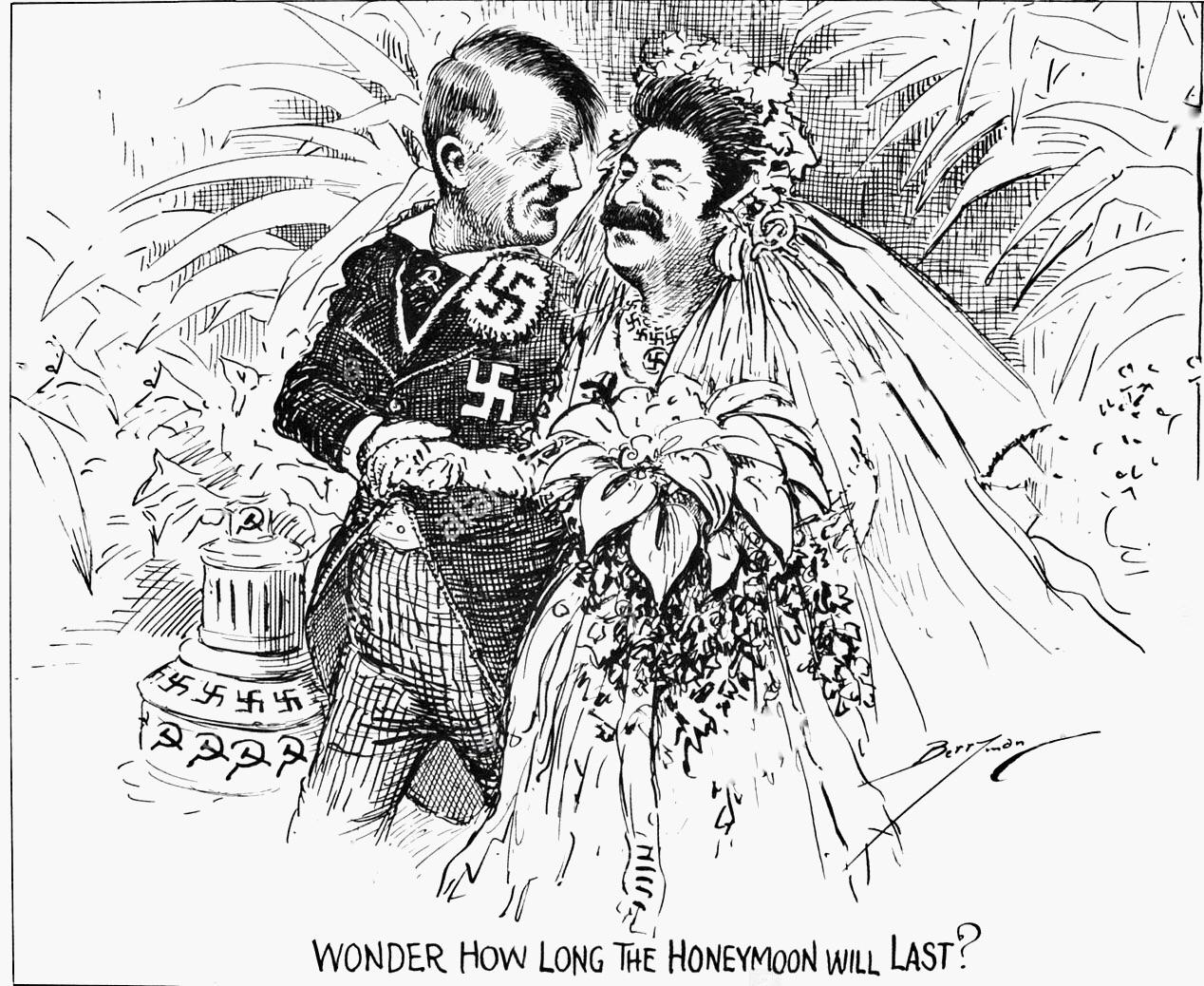
«Интересно, сколько продлится медовый месяц?». Клиффорд Берримен. («The Washington Star», октябрь 1939)

- 19 августа 1939 — Германо-советское торговое соглашение.
Германия предоставила СССР кредит на 200 млн германских марок и взяла на себя обязательство поставить Советскому Союзу по этому кредиту станки и другое заводское оборудование, а также военную технику; СССР обязался погасить кредит поставками сырья и продовольствия.
11 февраля 1940 — Хозяйственное соглашение между Германией и СССР о расширении торговли.
10 января 1941 — Соглашение о взаимных торговых поставках до августа 1942 года.
Серьёзное экономическое и военно-техническое сотрудничество между Германией и СССР согласно этим соглашениям действовало до самого начала Великой Отечественной войны.
- 23 августа 1939 — Договор о ненападении между Германией и СССР (пакт Молотова — Риббентропа) и секретный дополнительный протокол к нему.
Договор означал резкую переориентацию во внешней политике СССР на сближение с нацистской Германией, а секретный протокол к договору устанавливал разграничение сфер интересов сторон: Германия признавала интересы СССР в Латвии, Эстонии, Восточной Польше, Финляндии и Бессарабии.
Вслед за заключением договора 1 сентября 1939 года Германия напала на Польшу, а 17 сентября 1939 года на территорию Восточной Польши вступила Красная армия — началась Вторая мировая война, в которой Германия и СССР принялись перекраивать карту Европы. Преследуя свои геополитические цели и интересы, Советский Союз (в соответствии с разграничением сфер влияния) начал свои захватнические войны, в состав СССР были включены Западная Украина и Западная Белоруссия (1939), а впоследствии — Прибалтика и Бессарабия (1940). В конце 1939 года СССР напал на Финляндию, развязав советско-финляндскую войну (1939—1940).
- 28 сентября 1939 — Договор о дружбе и границе между СССР и Германией.
Провёл размежевание между СССР и Германией примерно по «линии Керзона»; закрепил ликвидацию польского государства.
- 10 января 1941 — Договор о советско-германской границе от реки Игорки до Балтийского моря; Соглашение о переселении из Литовской, Латвийской и Эстонской ССР немцев в Германию с Соглашением об урегулировании взаимных имущественных претензий, связанных с этим переселением.